# Paiement (dramaturgie)
Pour les articles homonymes, voir Paiement.
Un paiement est, en matière de dramaturgie, la réapparition d'un élément de l'intrigue – objet, personnage, réplique, scène, etc. – déjà apparu auparavant au cours du déroulement de l'œuvre et placé là justement pour être réutilisé, ce que l'on appelle une préparation. Les paiements sont extrêmement gratifiants pour le spectateur, qui a le sentiment d'avoir suivi l'histoire qui lui est racontée et d'être donc confronté à un récit cohérent.
L'un des paiements les plus typiques est celui qui consiste à faire resurgir entre les mains d'un personnage pris dans une altercation une arme déjà apparue bien plus tôt, généralement de façon anodine, parfois seulement dans un dialogue. L'ensemble du procédé est souvent usité, Anton Tchekhov en ayant d'ailleurs fait une loi, la loi dite du fusil de Tchekhov : « Supprimez tout ce qui n'est pas pertinent dans l'histoire. Si dans le premier acte vous dites qu'il y a un fusil accroché au mur, alors il faut absolument qu'un coup de feu soit tiré avec ce fusil au second ou au troisième acte. S'il n'est pas destiné à être utilisé, il n'a rien à faire là. »
Le terme anglais pay-off est également couramment utilisé.